# Typ 054A
Der Typ 054A (nach NATO-Codename als Jiangkai-II-Klasse bezeichnet) ist eine Klasse von Mehrzweckfregatten der Marine der Volksrepublik China, die seit 2008 in Dienst steht. Sie ergänzen die Fregatten des Typ 054 (Jiangkai-I-Klasse), von der nur zwei Schiffe gebaut wurden. Für den neuen Typ wurde der gleiche Rumpf verwendet, aber stark verbesserte Waffen und Sensoren eingebaut.

## Geschichte
Ende 2005 wurde bekannt, dass in der Huangpu-Werft ein Schiff einer verbesserte Version der Fregatte Typ 054 im Bau ist, das am 30. September 2006 mit der Kennnummer 530 vom Stapel lief. Der Schiffstyp ist die erste chinesische Fregatte die speziell für die Luftverteidigung entwickelt wurde. Die Vorgängerklasse Typ 054 diente zur Prüfung des Designs des Schiffskörpers und war Grundlage für die Weiterentwicklung zum Typ 054A. Das erste von der Hudong-Werft gebaute Schiff (529) wurde am 21. Dezember 2006 vom Stapel gelassen. Es wurde auf den Namen Zhoushan getauft (die ursprüngliche Ostchinesische Seeflotte hatte bereits eine Typ 053H2 Fregatte (537) diesen Namens, die am 30. Dezember 2006 in Zhangzhou umbenannt wurde). Da beide Werften das Fluten des Trockendocks anstelle eines konventionellen Stapellauf verwenden, ist der Fertigstellungsgrad der Schiffe beim Stapellauf recht hoch. Alle Waffen, elektronischen Anlagen und Antennen sind bereits installiert. Am 3. Januar 2008 war die Zhoushan die erste, die eine Taufe vollzog. Die Xuzhou wurde am 27. Januar 2008 getauft. Beide Schiffe werden in der Ostchinesischen Seeflotte eingesetzt. Am 18. März 2007 lief die zweite 054A des Huangpu-Werks mit der Schiffsnummer 570 vom Stapel. Sie wurde im Oktober 2007 offiziell auf den Namen Huangshan getauft und am 13. Mai 2008 in den Dienst der Südchinesischen Seeflotte gestellt. Die zweite im Werk gebaute 054A wurde am 23. Mai desselben Jahres vom Stapel gelassen. Am 30. Juni 2008 wurde sie auf den Namen Chaohu getauft und in die Südchinesische Seeflotte aufgenommen.
Schiffe ab der 17. Einheit wurden mit verbesserten Schleppsonar (H/SJG-311 anstelle von H/SJG-206) und dem Type 1130 CIWS anstelle des Typs 730 ausgerüstet.
Die 30. Einheit wurde 2018 in Dienst gestellt. Vier weitere Schiffe werden für Pakistan gebaut.
Die Schiffsklasse bildet mit mehr als 30 Einheiten quantitativ das Rückgrat der neuen chinesischen Flottengeneration. Die Schiffe dieser Klasse sind nicht mehr nur als Küstenverteidigungsschiff konzipiert, sondern China hat begonnen, den Typ 054A in einer zentralen Rolle für die regionale und meeresnahe Territorialverteidigung einzusetzen. Tatsächlich wurden die meisten der neu gebauten 054A bei der Südmeerflotte in Dienst gestellt, wo sie in erster Linie Geleit- und Patrouilleneinsätze in und um umstrittene Gebiete im Südchinesischen Meer durchführen. Seit ihrer Indienststellung haben Schiffe dieses Typs auch aktiv an internationalen Einsätzen teilgenommen, unter anderem in Somalia. Bei der Bekämpfung der Piraterie usw. hat die chinesische Marine beträchtliche Erfahrungen im Hochseeeinsatz gesammelt.
Verschiedenen Medienberichten zufolge laufen die Konstruktionsarbeiten für einen Nachfolger Typ 054B (manchmal auch als Typ 057 bezeichnet) seit etwa 2009 und werden sich vor allem auf eine verbesserte Elektronik und CIC-Fähigkeit konzentrieren und möglicherweise auch Raketen mit größerer Reichweite tragen, wobei beide Verbesserungen wahrscheinlich einen größeren Rumpf erfordern.

## Technik
Die Typ-054-Klasse hat ein konventionelles Layout und sieht der französischen La-Fayette-Klasse ähnlich. Das 76-mm-Hauptgeschütz und das 32-Zellen-Vertical Launching System (VLS) sind am Bug montiert. Der Sensormast und die Anti-Schiffs-Raketen sind hinter den Hauptaufbauten angebracht. Antriebssystem und Schornstein befinden sich in der Mitte. Ein Hangar und ein Hubschrauberdeck befinden sich am Heck.

### Antrieb
Die Typ-054A-Klasse hat einen CODAD-Antrieb mit vier SEMT Pielstick-Dieselmotoren. Die Höchstgeschwindigkeit beträgt etwa 27 Knoten. Bei wirtschaftlicher Geschwindigkeit beträgt die Reichweite etwa 4000 Seemeilen.

### Elektronik
Die wichtigsten Sensoren sind das 3D-Luftsuchradar Typ 382 und das Überwasser-Suchradar Typ 344. U-Boote werden mit dem aktiven/passiven Sonarsystem MGK-335 aufgespürt. Zu den weiteren Systemen gehören ein Kampfdatensystem, Feuerleitradare, ein Navigationsradar, SATCOM und ein Datalink. Im Laufe der Produktion wurde ein Schleppsonar mit variabler Tiefe hinzugefügt.

### Bewaffnung
Die Hauptbewaffnung besteht aus einem 32-Zellen-VLS für die Boden-Luft-Rakete HHQ-16 mit mittlerer Reichweite und ASW-Abstandsraketen. Überwasserziele werden mit der Unterschall-Anti-Schiffsrakete YJ-83 oder der 76-mm-H/PJ26-Hauptkanone bekämpft. U-Boote werden mit ASW-Raketenwerfern vom Typ 87, leichten Yu-7-Torpedos und dem Ka-28PL-Hubschrauber bekämpft. Zwei 30-mm-CIWS vom Typ 730 und Täuschkörperwerfer werden zur Selbstverteidigung eingesetzt.

## Einheiten
| #  | Kennung | Name                | Bauwerft | Stapellauf                     | Indienststellung      | Bemerkungen (Flotte) |
| -- | ------- | ------------------- | -------- | ------------------------------ | --------------------- | -------------------- |
| 1  | 529     | Zhoushan            | Huangpu  | 12. Dezember 2006              | 03. Januar 2008       | Ostflotte            |
| 2  | 530     | Xuzhou              | Hudong   | 30. September 2006             | 27. Januar 2008       | Ostflotte            |
| 3  | 570     | Huangshan           | Huangpu  | 18. März 2007                  | 13. Mai 2008          |                      |
| 4  | 568     | Hengyang / Chaohu?  | Hudong   | 23. Mai 2007                   | 30. Juni 2008         | Südflotte            |
| 5  | 571     | Yuncheng            | Huangpu  | 08. Februar 2009               | 17. Januar 2010       | Südflotte            |
| 6  | 569     | Yulin               | Hudong   | 28. April 2009                 | 01. Februar 2010      |                      |
| 7  | 548     | Yiyang              | Huangpu  | 19. November 2009              | 26. Oktober 2010      | Ostflotte            |
| 8  | 549     | Changzhou           | Hudong   | 21. Mai 2010                   | 30. Mai 2011          | Ostflotte            |
| 9  | 538     | Yantai              | Huangpu  | 24 Aug 2010                    | 09. Juni 2011         |                      |
| 10 | 546     | Yancheng            | Hudong   | 27. April 2011                 | 02. Februar 2012      |                      |
| 11 | 572     | HengShui            | Huangpu  | 21. Mai 2011                   | 09. Juli 2012         |                      |
| 12 | 547     | Linyi               | Huangpu  | 13. Dezember 2011              | 22. Dezember 2012     |                      |
| 13 | 573     | Liuzhou             | Hudong   | 10. Dezember 2011              | 28. Dezember 2012     |                      |
| 14 | 575     | Yueyang             | Huangpu  | 09. Mai 2012                   | 03. Mai 2013          |                      |
| 15 | 550     | Weifang             | Hudong   | 09. Juli 2012                  | 2013                  |                      |
| 16 | 574     | Sanya               | Hudong   | 30. November 2012              | 13. Dezember 2013     |                      |
| 17 | 576     | Daqing *            | Huangpu  | 08. Oktober 28. September 2013 | 16. Januar 2015       |                      |
| 18 | 577     | Huanggang *         | Huangpu  | 28. April 2013                 | 16. Januar 2015       |                      |
| 19 | 579     | Handan              | Huangpu  | 26-28. Juli 2014               | 16 Aug 2015           |                      |
| 20 | 578     | Yangzhou            | Hudong   | 28-30. September 2013          | 20-21. September 2015 |                      |
| 21 | 532     | Jing Zhou           | Hudong   | 22. Januar 2015                | 04. Januar 2016       |                      |
| 22 | 531     | Xiangtan            | Huangpu  | 20. März 2015                  | 24. Februar 2016      |                      |
| 23 | 515     | Binzhou             | Hudong   | 13. Dezember 2015              | 29. Dezember 2016     |                      |
| 24 | 536     | Xuchang *           | Huangpu  | 30. Mai 2016                   | 23. Juni 2017         |                      |
| 25 | 552     | Tangshan * Xuchang? | Huangpu  | 30. Mai 2016                   | 2017                  |                      |
| 26 | 551     | Zibo *              | Hudong   | 08. Juni 2016                  | 2017                  |                      |
| 27 | 535     | Hebi                | Hudong   | 28 Aug 2016                    | 2017                  |                      |
| 28 | 539     | Wuhu *              | Hudong   | 08. Juni 2016                  | 29. Juni 2017         |                      |
| 29 | 598     | Rizhao              | Huangpu  | 01. April 2017                 | 12. Januar 2018       |                      |
| 30 | 599     | Anyang              | Hudong   | 28. März 2017                  | 12. März 2018         |                      |
| 31 | 500     | Xianning            | Huangpu  | 22. September 2017             | 28 Aug 2018           |                      |
| 32 | 601     | Nantong             | Hudong   | 16. Dezember 2017              | 23. Januar 2019       |                      |
| 33 | 542     | Zaozhuang           | Huangpu  | 30. Juni 2018                  | 22. Februar 2019      |                      |
| 34 |         |                     | Huangpu  | März 2021                      | 2022                  |                      |
| 35 |         |                     | Hudong   | 31. Juli 2021                  | 2022                  |                      |

| Nummer | Kennung | Name                      | Werft  | Einsatz      | Kiellegung    | Indienststellung  | Hinweise                          |
| ------ | ------- | ------------------------- | ------ | ------------ | ------------- | ----------------- | --------------------------------- |
| -      |         | nicht verkaufter Typ 054T |        |              |               |                   | 2012 : angeboten an Thailand 2013 |
| -      |         | nicht verkaufter Typ 054T |        |              |               |                   | 2012 : angeboten an Thailand 2013 |
| 1      |         | Tughril                   | Hudong |              | Aug 2020      | 08. November 2021 |                                   |
| 2      |         |                           |        |              | Januar 2021   | 2022              |                                   |
| 3      |         |                           | Hudong | 01. Mai 2021 | 31. Juli 2021 | 2022              |                                   |
| 4      |         |                           |        |              | Ende 2021     | 2022              |                                   |